# Ludwig Doermer
Karl Ludwig Doermer (* 19. Mai 1877 in Gießen; † 28. Juli 1952 in Lich) war ein deutscher Pädagoge und Landesschulrat.

## Leben und Wirken
Ludwig Doermer kam als Sohn eines Försters in Gießen zur Welt und studierte an der dortigen Universität Naturwissenschaften, Mathematik und Geografie. Nach dem Staatsexamen 1898 übernahm er ein Jahr später eine Lehrstelle an der Gelehrtenschule des Johanneums. 1900 wechselte er an die Oberrealschule am Holstentor, wo er bis 1929 lehrte. Doermer, der nach der Promotion 1902 zum Oberlehrer befördert wurde, engagierte sich früh in der Schulpolitik. Außerdem beteiligte er sich daran, pädagogische Konzepte für einen umfassenden erzieherischen Unterricht weiterzuentwickeln. Der Pädagoge gehörte verschiedenen Vereinen wie dem Verein zur Förderung des mathematischen und naturwissenschaftlichen Unterrichts und dem Vorstand des Bundes für Schulreform an. Als Autor schrieb er mehrere chemische Lehrbücher, die in vielen Auflagen weite Verbreitung fanden.
Nachdem Schulleiter Albrecht Wilhelm Thaer während des Ersten Weltkriegs zum Kriegsdienst eingezogen worden war, übernahm Doermer stellvertretend dessen Direktorenstelle an der Oberrealschule. Er erweiterte das Angebot naturwissenschaftlicher Fächer und bot besonders interessierten Schülern weitergehende Wahlkurse an. Doermer, der aufgrund seines wissenschaftlichen und pädagogischen Schaffens hoch angesehen war, habilitierte sich 1918. Im selben Jahr wurde er gewähltes Mitglied des Lehrerrats. Ab 1929 vertrat er als Mitglied der Oberschulbehörde dort alle hamburgischen Lehrer. Doermer half, eine akademische Ausbildung für Volksschullehrer zu etablieren, den Oberbau der Volksschulen, die Schülerauslese und mehrere neue Schulgebäude aufzubauen. Vom 1. August 1931 bis 1933 bekleidete er das Amt des Landesschulrats. Nachdem ihn die Nationalsozialisten aufgrund des Gesetzes zur Wiederherstellung des Berufsbeamtentums zum Studienrat abgestuft hatten, beendete er seine Dienstzeit freiwillig.
Während des Zweiten Weltkriegs wurde Doermers Wohnung in Hamburg durch Bombentreffer zerstört, woraufhin er zurück nach Gießen zog. Nach Kriegsende berief ihn die Hamburger Schulbehörde im August 1945 erneut zum Landesschulrat. Aufgrund gesundheitlicher Probleme schied er jedoch bereits Ende 1945 aus dem Amt. Doermer, der seit 1905 mit Marie Krüß verheiratet war, mit der er einen Sohn und eine Tochter hatte, starb im Juli 1952 in Oberhessen. Nach ihm ist der „Ludwig-Dörmer-Weg“ in Hamburg-Groß Borstel benannt.